# David Quarrey
David Quarrey (6 de enero de 1966) es un diplomático británico; asesor de asuntos internacionales del primer ministro y asesor adjunto de seguridad nacional junto con Alex Ellis. Anteriormente, fue asesor de seguridad nacional en funciones, y asumió el cargo mientras David Frost continuaba como negociador jefe del Reino Unido ante la Unión Europea durante las negociaciones del Brexit. Fue embajador del Reino Unido en Israel de 2015 a 2019.

## Carrera profesional
Quarrey, quien se unió al Ministerio de Relaciones Exteriores y de la Mancomunidad de Naciones en 1994, anteriormente había dirigido el Departamento de Oriente Próximo y África del Norte. También se ha desempeñado como diplomático británico en Harare, en Delhi y en las Naciones Unidas en Nueva York. Cuando Tony Blair era primer ministro británico, fue su secretario privado durante dos años.
El mandato de Quarrey como embajador en Israel finalizó en junio de 2019. Fue reemplazado por Neil Wigan.
Quarrey es actualmente Consejero de Asuntos Internacionales y Consejero Adjunto de Seguridad Nacional del Primer Ministro Boris Johnson.

## Vida personal
Quarrey fue el primer embajador abiertamente gay de Reino Unido en Israel. Su esposo es Aldo Oliver Henríquez.
En 2021, dio positivo por la variante india de COVID-19 después de regresar de un viaje de negocios del gobierno a India.